# Фелдкирх
Фелдкирх је важан град у Аустрији, смештен у крајње западном делу државе. Фелдкирх је, мада није средиште покрајине Форарлберг, већи од њеног главног града Брегенца. Град је седиште истоименог округа Фелдкирх.

## Природне одлике
Фелдкирх се налази у крајње западном делу Аустрије, близу границе са Швајцарском и Лихтенштајном. Град се налази у долини горње Рајне, пар километара удаљен од реке. Источно од града се издижу Алпи.

## Становништво
| 1981.  | 1991.  | 2001.  | 2011.  |
| ------ | ------ | ------ | ------ |
| 23.745 | 26.730 | 28.607 | 30.943 |

По процени из 2016. у граду је живело 32922 становника. Пре једног века град је имао свега 12.000 становника. У првој половини 20. века град је брзо растао, али је раст успорен последњих деценија.

## Галерија
- Трговиште у средишту града
- Стара градска капија
- Улица „Новог“ дела града
- Замак Шатенбург изнад града